# Epidendrum barbae
Epidendrum barbae är en orkidéart som beskrevs av Heinrich Gustav Reichenbach. Epidendrum barbae ingår i släktet Epidendrum och familjen orkidéer. Inga underarter finns listade i Catalogue of Life.